# Кель, Себастьян
Себастья́н Кель (нем. Sebastian Kehl; 13 февраля 1980, Фульда, Гессен, ФРГ) — немецкий футболист, игравший на позиции полузащитника оборонительного плана в клубе «Боруссия» из Дортмунда. С 2008 года — капитан команды. В 2015 году завершил карьеру игрока. В 2018-м — перешел на работу в структуру клуба.

## Биография
Кель перешёл в дортмундскую «Боруссию» по ходу сезона 2001—2002 из клуба «Фрайбург», отклонив предложение мюнхенской «Баварии». После операции на колене летом 2006 года Себастьян пропустил первую половину сезона 2006—2007, выйдя на поля лишь 4 февраля, после чего ему пришлось ещё несколько недель залечивать неокрепший сустав. В 2008 году, после прихода в клуб нового главного тренера Юргена Клоппа, Кель был назначен капитаном команды. 
В составе национальной сборной Германии футболист дебютировал 29 мая 2001 года в матче против Словакии, который прошёл в Бремене. В том матче он после перерыва заменил Марко Рехмера и помог команде одержать победу — 2:0. Со своей национальной командой Себастьян поучаствовал в двух чемпионатах мира: в 2002 году завоевал серебро, а в 2006 году — бронзу. На чемпионате Европы в Португалии, прошедшем в 2004 году, Кель вместе с товарищами по сборной не смог преодолеть групповой этап.
Спустя три года после окончания карьеры футболиста, в июле 2018-го, официально перешел на работу в структуру «Боруссии» Дортмунд и вступил в должность главы отдела профессиональных игроков.

## Достижения
«Боруссия» (Дортмунд)
- Чемпион Германии (3): 2002, 2011, 2012
- Обладатель Кубка Германии (1): 2012
- Обладатель Суперкубка Германии (2): 2013, 2014

## Личная жизнь
Кель живёт вместе со своей подругой Тиной, которая 26 сентября 2006 года родила ему сына Луиса.